# Gare de Phalempin
La gare de Phalempin est une gare ferroviaire française de la ligne de Paris-Nord à Lille, située sur le territoire de la commune de Phalempin, dans le département du Nord, en région Hauts-de-France.
Elle est mise en service en 1865, par la Compagnie des mines de Carvin.
C'est une gare de la Société nationale des chemins de fer français (SNCF), desservie par des trains TER Hauts-de-France.

## Situation ferroviaire
Établie à 33 mètres d'altitude, la gare de Phalempin est située au point kilométrique (PK) 235,509 de la ligne de Paris-Nord à Lille, entre les gares de Libercourt et de Seclin.

## Histoire
Lors de la construction de la ligne de Paris-Nord à Lille en 1846 par la compagnie des chemins de fer du Nord, la gare de Phalempin n'existait pas encore.
En juin 1865, la compagnie des mines de Carvin édifie à l'emplacement actuel de la gare une station provisoire pour le service des voyageurs sur la ligne ferroviaire entre Carvin-centre et le hameau de Libercourt. Cette station était composée uniquement d'un petit bureau en bois pour la vente de billets. Après avoir su qu'une nouvelle ligne ferroviaire allait être créée entre Hénin-Liétard (ancien nom d'Hénin-Beaumont avant sa fusion avec Beaumont-en-Artois) et Don et qu'elle allait emprunter une portion de la ligne entre Carvin-centre et Libercourt, la compagnie des mines de Carvin décide de ne pas continuer les travaux sur la gare de Libercourt. C'est donc la compagnie de Lille à Valenciennes, rachetée par la suite par la compagnie des chemins de fer du Nord, qui s'en occupa.
La ligne Paris - Lille a été électrifiée en 1958.
Entre 1997 et 2001, la gare de Phalempin a été rénovée comme la totalité des gares et des points d'arrêts entre Lille et Lens. On y ajouta un abri pour vélos ainsi que des écrans permettant de connaître l'horaire de passage des prochains trains.

## Service des voyageurs

### Accueil
Gare SNCF, elle dispose d'un bâtiment voyageurs, avec guichet, ouvert du lundi au vendredi et fermé les samedis, dimanches et fêtes. Elle est équipée d'un automate pour l'achat de titres de transport.

### Desserte
Phalempin est desservie par des trains TER Hauts-de-France, sur les relations Douai (ou Arras) – Lille-Flandres et Lens – Lille-Flandres.

### Intermodalité
Un parc pour les vélos et un parking pour les véhicules sont aménagés à ses abords.
L'arrêt des autocars de substitution TER est établi en face de la gare.

Installations de la gare
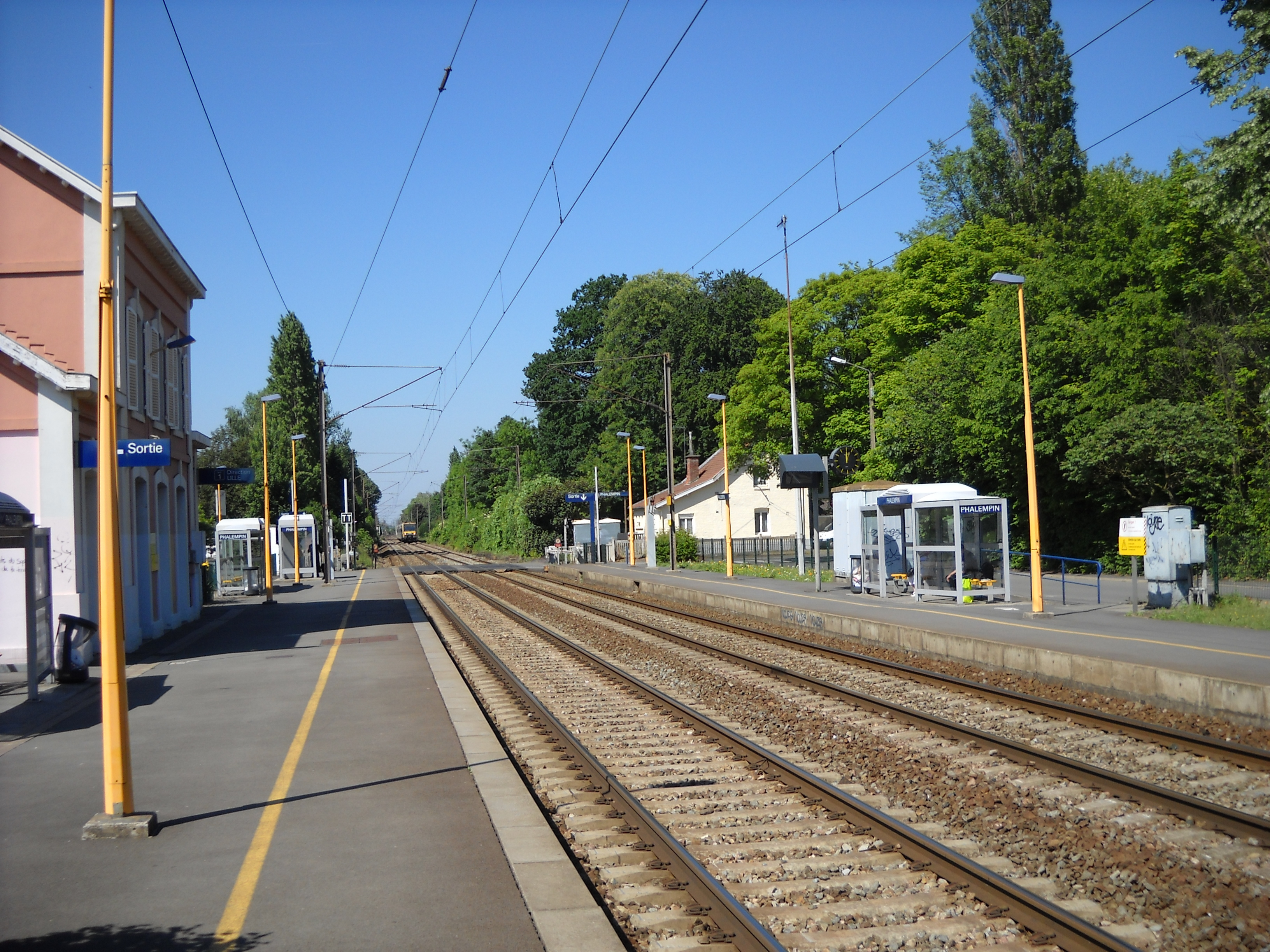
Bâtiment, voies et quais…
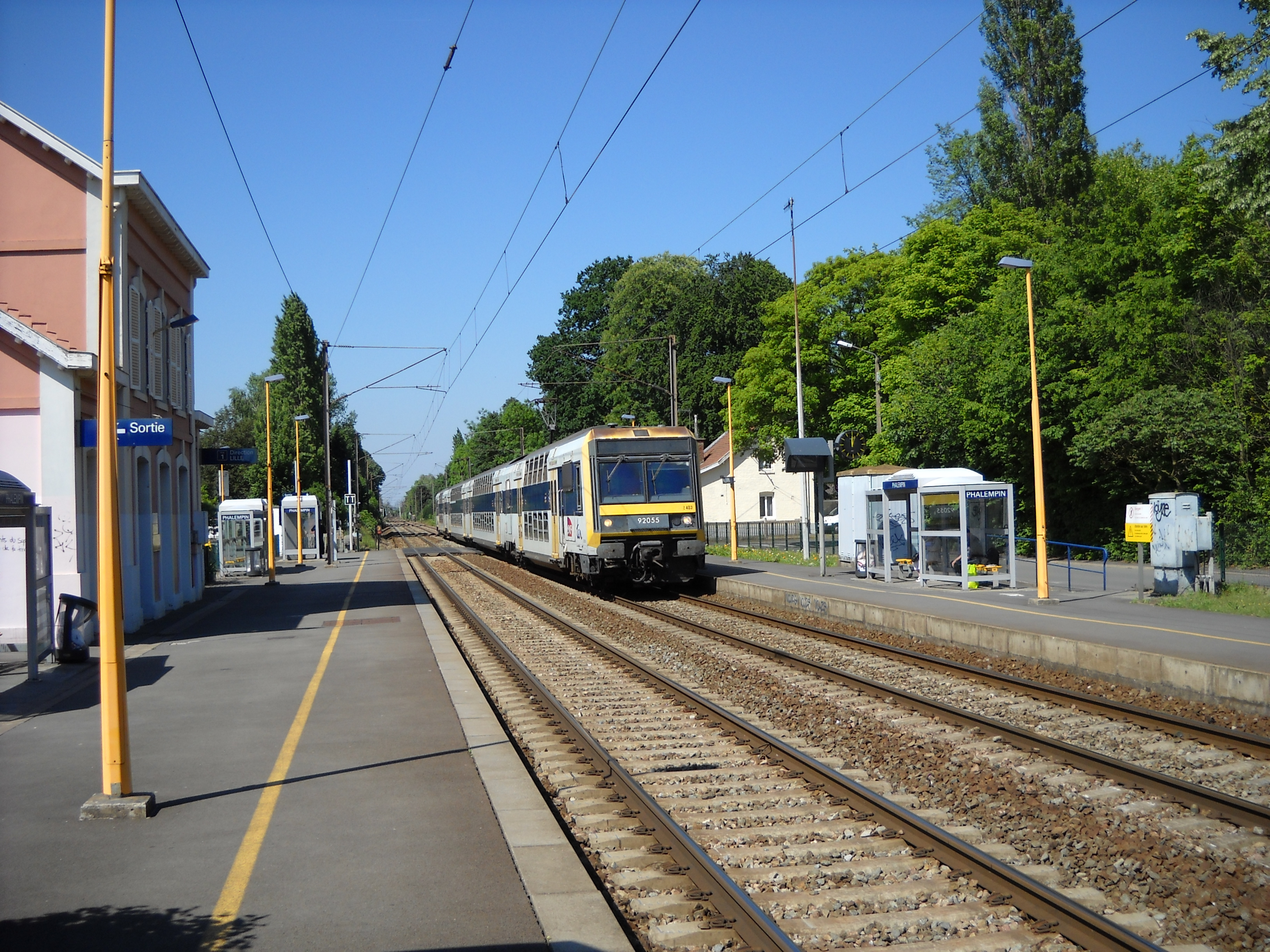
… avec desserte de la gare.

## Patrimoine ferroviaire
L’ancien bâtiment voyageurs construit par la Compagnie des chemins de fer du Nord, a survécu à la Première Guerre mondiale et existe toujours.